# Jeleśnia (plaats)
Jeleśnia is een dorp in het Poolse woiwodschap Silezië, in het district Żywiecki. De plaats maakt deel uit van de gemeente Jeleśnia en telt 4500 inwoners.